# Histoire philatélique et postale de l'Alsace
Ceci est une introduction à l'histoire postale et philatélique  de l'Alsace.

## Aspects généraux
L'histoire postale et géographique de l'Alsace est particulièrement riche car elle témoigne de tous les bouleversements historiques qui ont affecté  cette province.

### L'annexion de l'Alsace dans l'Allemagne en 1871
Le Traité de Francfort en 1871 a mis fin à la guerre et entrainé l'annexion de l'Alsace par l'Empire allemand.
Les traces postales, philatéliques ou marcophiles sont multiples. Par exemple les cachets gros chiffres qui étaient utilisés ont été réaffectés à de nouveaux bureaux (voir les paragraphes traitant ce sujet dans les départements).
Les timbres et oblitérations (cachets à date en forme de fer à cheval) de l'empire allemand ont été utilisés. 

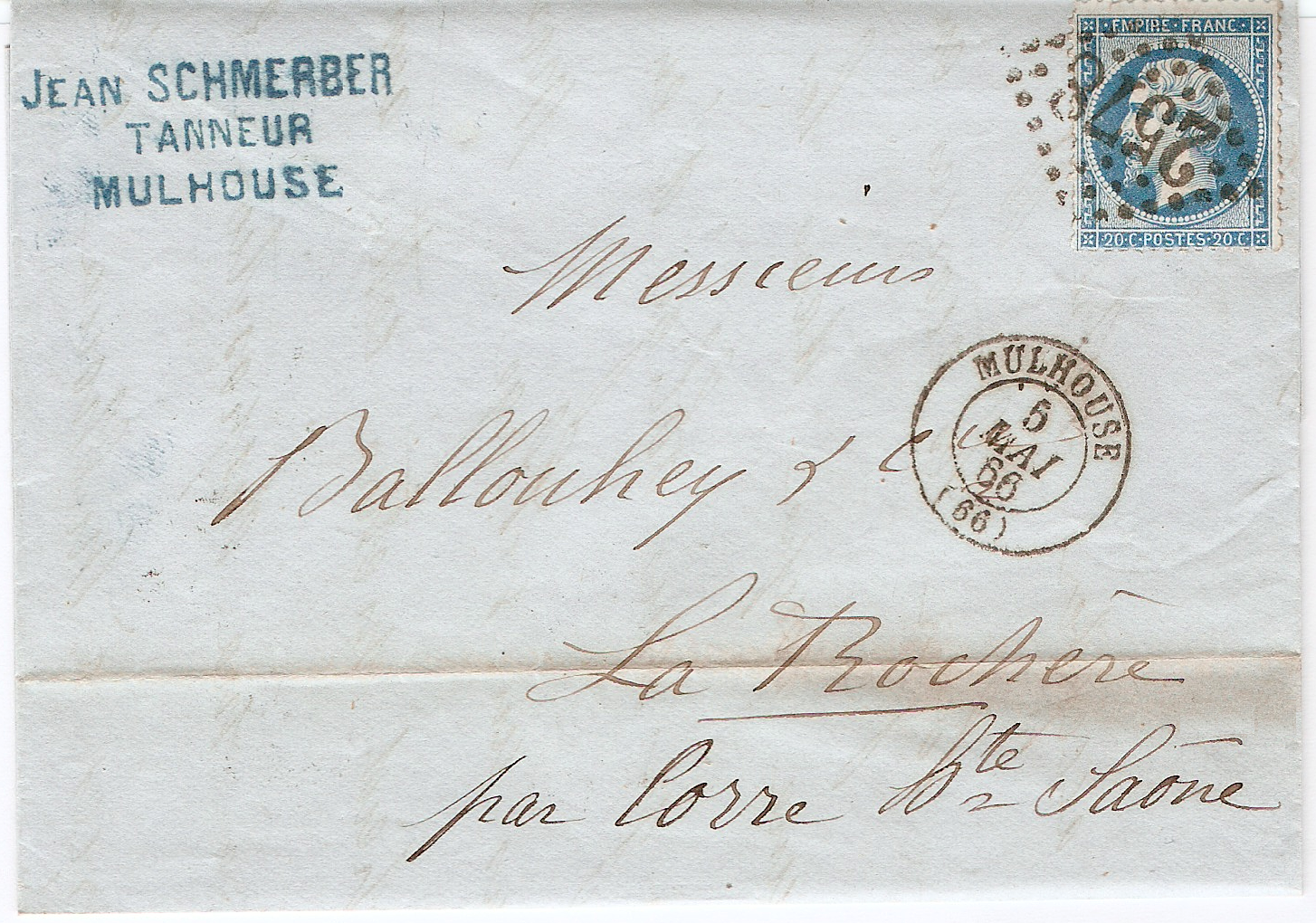
Lettre de Mulhouse de 1866, affranchie avec le cachet français Gros Chiffres 2578
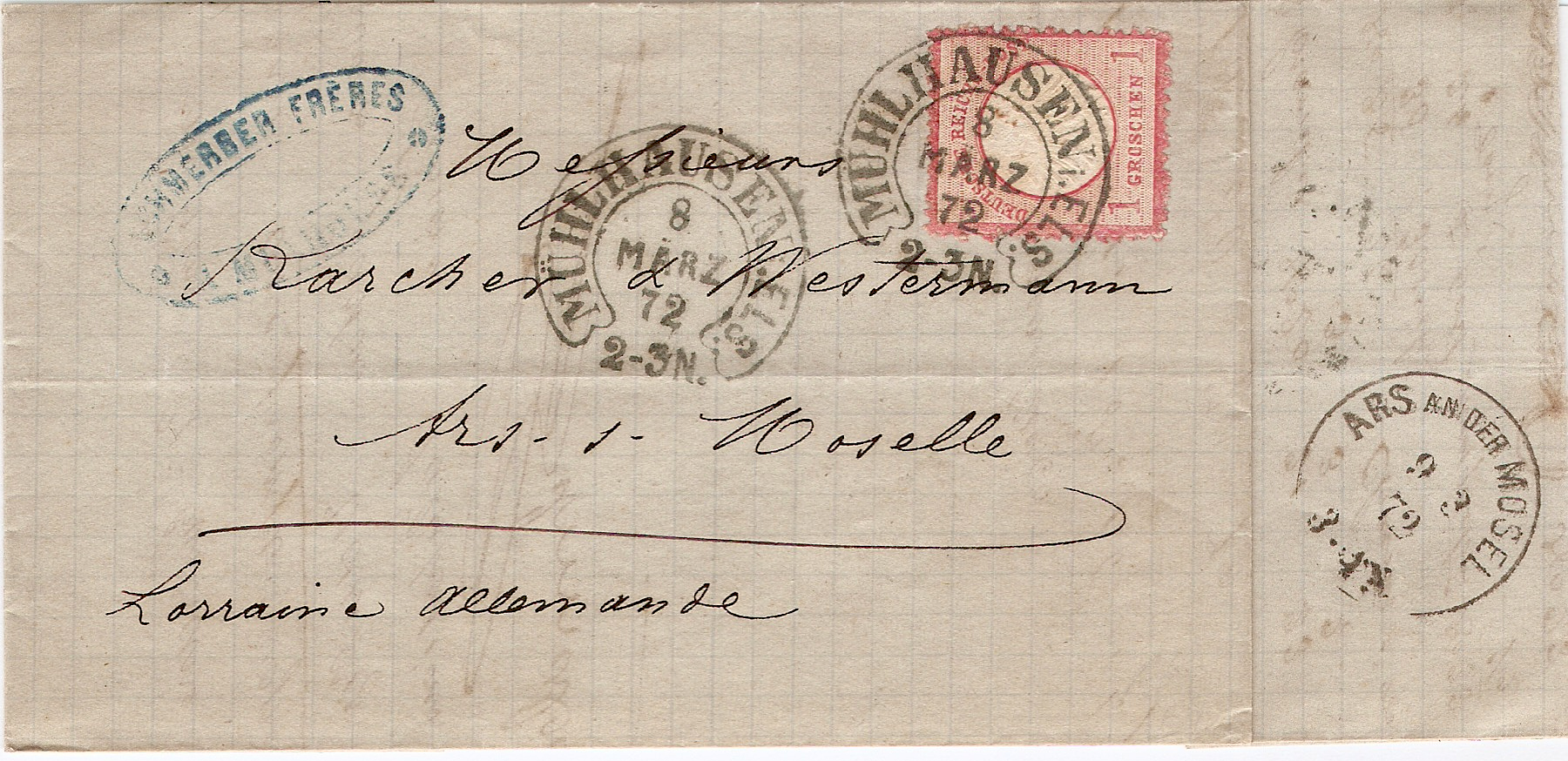
lettre de Mulhouse à destination d'Ars-sur-Moselle avec timbres et cachets allemands

### Occupation allemande pendant la guerre de 39 - 45

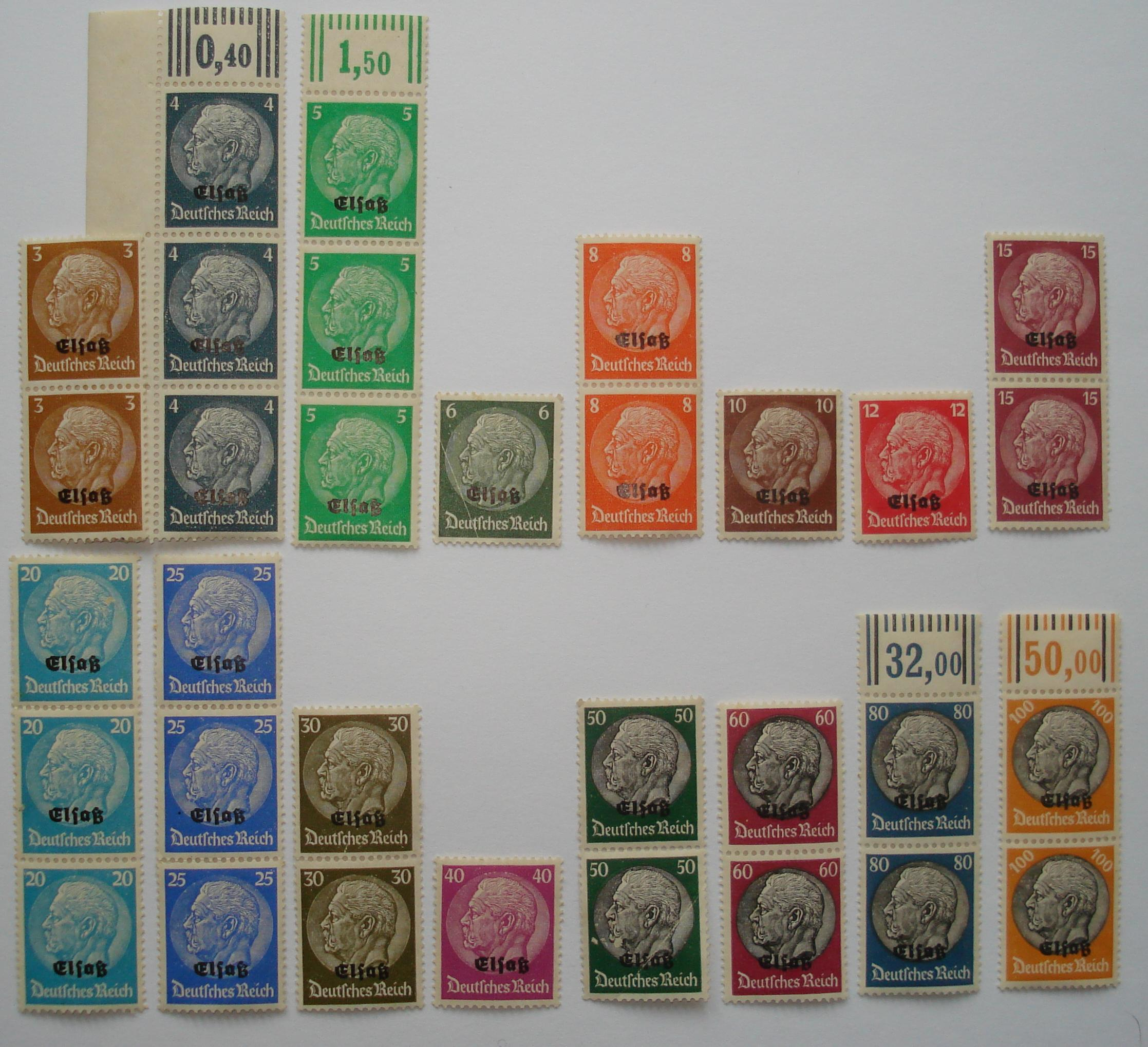
Timbres allemands surchargés Elsass

Quand fut signé l'armistice du 22 juin 1940 le cas de l'Alsace-Lorraine n'avait pas été évoqué (voir Alsace-Lorraine). En réalité, les traces d'une véritable annexion par l'Allemagne sont nombreuses.
Le 15 août 1940, soit moins de 2 mois après l'armistice, une première série de timbres allemands à l'effigie du maréchal Hindenburg furent surchargés Elsass pour une utilisation en Alsace. Ils furent  retirés de la circulation le 11 décembre 1941.

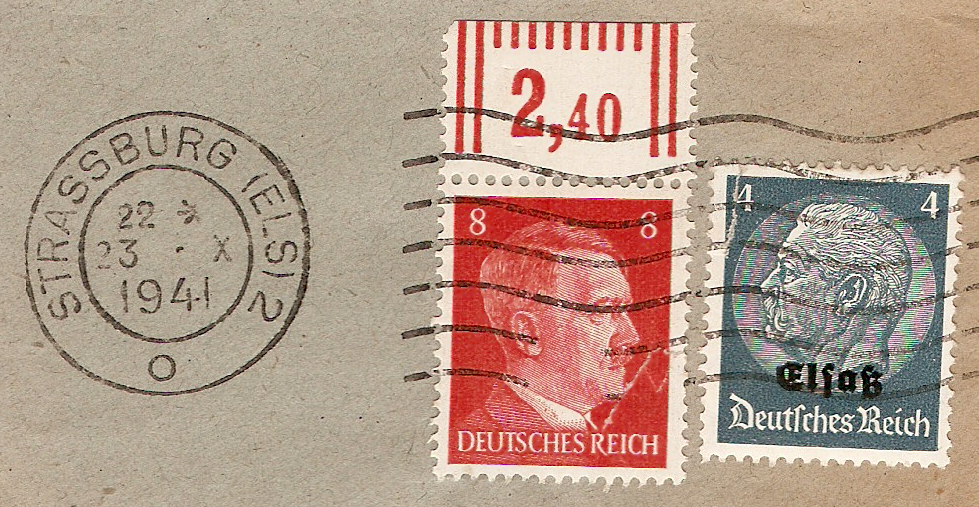
Affranchissement mixte de 1941

Les timbres allemands furent ensuite utilisés, avec une période intermédiaire ou les deux types furent employés parfois simultanément.
Les termes géographiques furent germanisés, par exemple Strasbourg redevint Straßburg et Colmar, Kolmar (voir  la correspondance des toponymies alsaciennes en français et en allemand).

## Département du Bas-Rhin

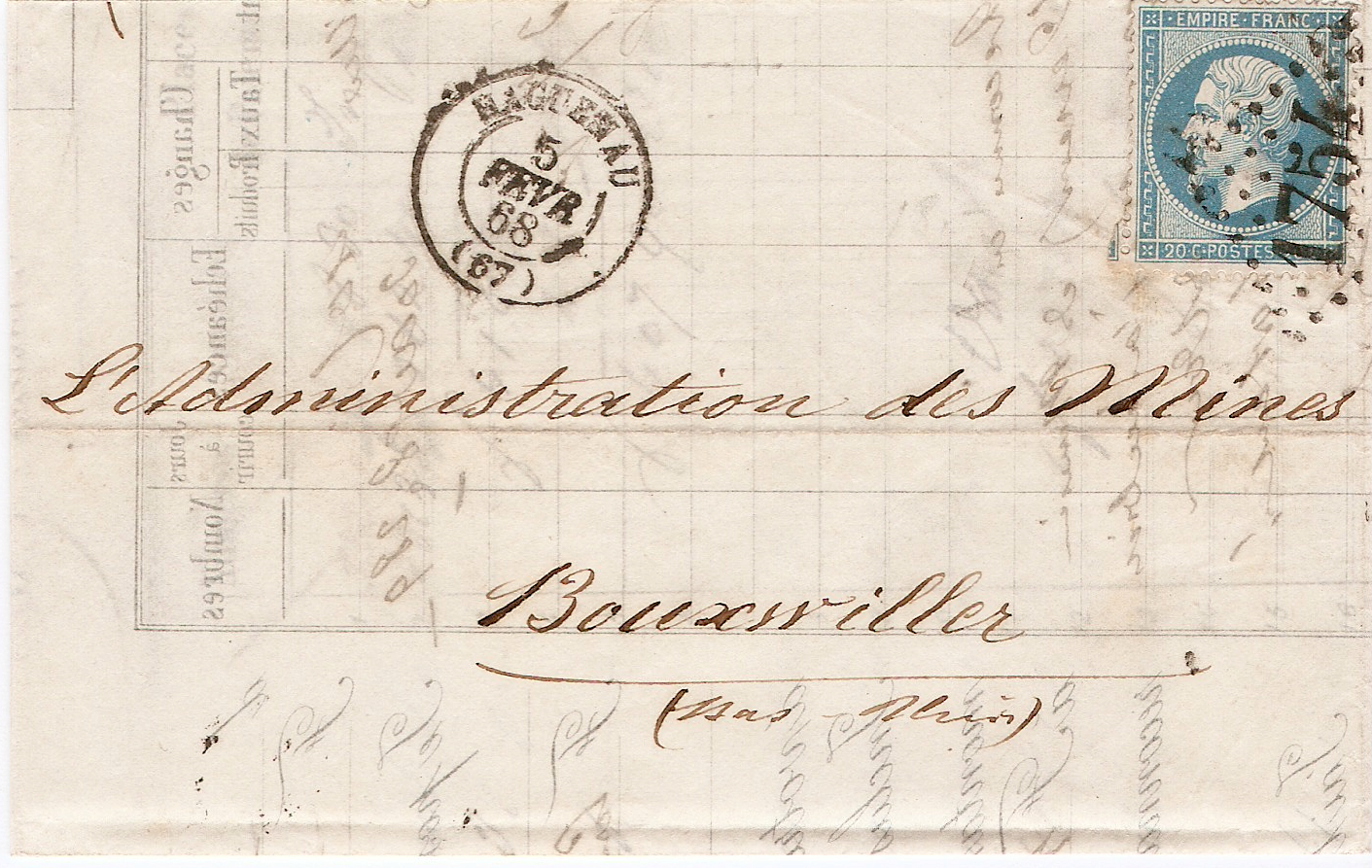
Lettre expédiée d'Haguenau en 1868

Le département du Bas-Rhin a été créé à la Révolution française, le 4 mars 1790 en application de la loi du 22 décembre 1789, à partir de la moitié nord de la province d'Alsace (Basse-Alsace). 
Pour son identification administrative et postale, le numéro 67 lui fut attribué.

### Les premiers bureaux de poste
Nous recensons ici les bureaux de postes qui ont émis des marques postales linéaires entre 1792 et 1832. Les dates mentionnées ici correspondent à l'ouverture du bureau, éventuellement sous l'ancien régime, et sont souvent antérieures à la Révolution.
| Bureau     | Date ouverture | Exemples de marques | Commentaires                                 | Cotation |
| ---------- | -------------- | ------------------- | -------------------------------------------- | -------- |
| Barr       | 1796           | 67 BARR             | multiples marques ordinaires et en port payé | D        |
|            | 1817           | DEB 67/BARR         |                                              | E        |
| Landau     | 1680           | 67 LANDAU           | Rattaché à l'Allemagne en 1815               | D et E   |
| Strasbourg | 1681           | 67 STRASBOURG       | plus de 10 marques en port dû                | C et D   |
|            | 1792           | P67P STRASBOURG     | 4 marques différentes                        | D        |
|            | 1792           | DEB. DE STRASBG     | 4 marques différentes                        | D et E   |

### Les oblitérations losange petits chiffres
En 1852, le Bas-Rhin a utilisé les Oblitération par losange petits chiffres. Il y eut en fait plusieurs vagues de création de bureaux. 

La colonne commune identifie la commune auquel appartient le bureau avec son appellation actuelle. La colonne bureau donne la marque qui apparaissait sur le cachet à date dans les cas de changement de nom ou d'orthographe. La colonne « c. à d. » donne les types de cachets à date utilisés.
| N° Bureau | Commune (actuelle) | Bureau (marque) | Date ouverture | c. à d. | Cotations |
| --------- | ------------------ | --------------- | -------------- | ------- | --------- |
| 74        | Andlau             | Andlau-au-Val   | 1847 / 1871    | 22      | D         |
| 262       | Barr               |                 | 1796           | 15      | C         |
| 364       | Benfeld            |                 | 1648           | 14, 15  | D - C     |
| 400       | Bischwiller        |                 | 1830           | 14, 15  | C         |
| 494       | Bouxwiller         |                 | 1835           | 15      | C         |
| 2950      | Strasbourg         |                 | 1681           | 15      | B         |
| 4351      | Pfaffenhoffen      | Pfaffenhofen    | 1860 / 1866    | 22      | D         |

### Les oblitérations losange gros chiffres
En 1862, le Bas-Rhin a utilisé les Oblitération par losange gros chiffres. À partir de 1871, à la suite de l'annexion, l'administration française a affecté à de nouveau bureaux les numéros correspondants. La colonne cotation donne la cotation des marques du Bas-Rhin, puis celle de la nouvelle affectation.
| N° Bureau | Ville Bas-Rhin         | Nouvelle affectation                                   | Nouveau Département | N° Dep. | Cotations |
| --------- | ---------------------- | ------------------------------------------------------ | ------------------- | ------- | --------- |
| 94        | Andlau — Andlau-au-Val | Saint-Gobert                                           | Aisne               | 2       | D - E     |
| 322       | Barr                   | Saint-Éloy-de-Gy                                       | Cher                | 17      | E - D     |
| 441       | Benfeld                | Saint-Hilaire-Peyroux — Saint-Hilaire-Peyroux-Aubazine | Corrèze             | 18      | E - E     |
| 483       | Bischwiller            | Pilles (Les)                                           | Drôme               | 25      | C - E     |
| 589       | Bouxwiller             | Lignan ? Lignan-de-Bordeaux ? Lignan-de-Bazas          | Gironde             | 32      | C - E     |
| 1399      | Epfig                  | Finhan                                                 | Tarn-et-Garonne     | 85      | D - E     |
| 1754      | Haguenau               | Éloyes                                                 | Vosges              | 82      | C - E     |
| 1763      | Hatten                 | Royat                                                  | Hautes-Pyrénées     | 62      | D - E     |
| 3465      | Strasbourg             | Soligny-la-Trappe                                      | Orne                | 59      | B - E     |

## Département du Haut-Rhin
Le département du Haut-Rhin a été créé à la Révolution française, le 4 mars 1790 en application de la loi du 22 décembre 1789, à partir de la moitié sud de la province d'Alsace (Haute-Alsace). 
Pour son identification administrative et postale, le numéro 66 lui fut attribué.

### Les oblitérations losange gros chiffres
Comme pour le Bas-Rhin, les numéros de bureaux gros chiffres ont été réaffectés à la suite de l'annexion de 1871.
| N° Bureau | Ville Haut-Rhin | Nouvelle affectation                        | Nouveau Département | N° Dep. |
| --------- | --------------- | ------------------------------------------- | ------------------- | ------- |
| 70        | Altkirch        | Rivière-sur-Tarn — Rivière                  | Aveyron             | 11      |
| 818       | Cernay          | Roncey                                      | Manche              | 48      |
| 1076      | Colmar          | Saint-Martin-du-Puy (Saint-Martin-du-Puits) | Nièvre              | 56      |
| 1276      | Dannemarie      | Tricot                                      | Oise                | 58      |
| 1726      | Guebwiller      | Blond                                       | Haute-Vienne        | 81      |
| 1752      | Habsheim        | Tour-Saint-Gelin (La)                       | Indre-et-Loire      | 36      |
| 2578      | Mulhouse        | Fallon                                      | Haute-Saône         | 69      |

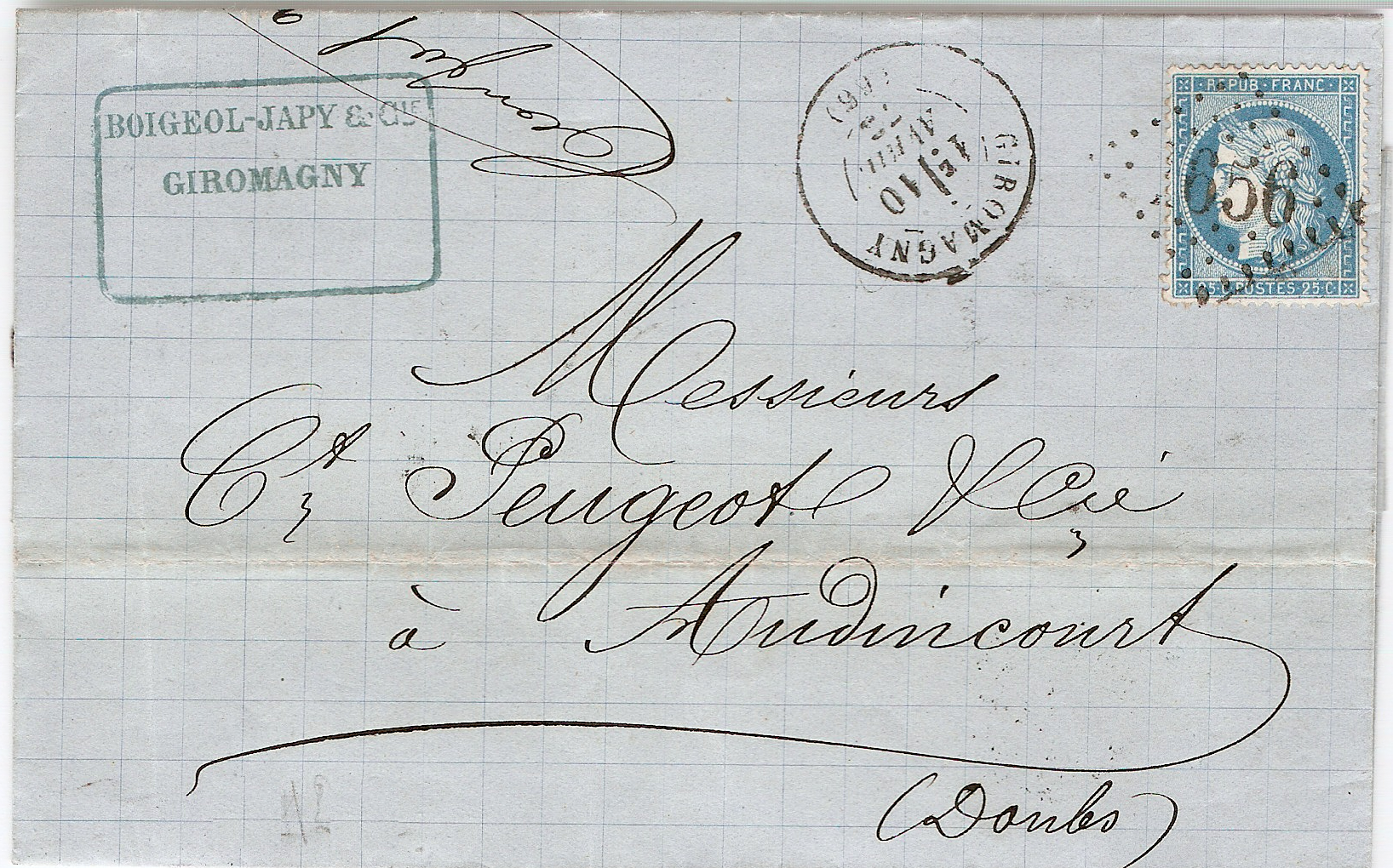
Lettre de Giromagny du 10 avril 1873

Une partie du département fait exception, il s'agit de la zone correspondant à l'actuel Territoire de Belfort dont les bureaux ont conservé leurs numéros. Pour ces bureaux la table suivante indique leur numérotation, le nom du bureau et une cotation. Lorsque deux cotes figurent dans une cellule la deuxième correspond à un petit chiffre des gros chiffres.
| N° Bureau | Ville                                                  | Cotations |
| --------- | ------------------------------------------------------ | --------- |
| 370       | Beaucourt                                              | C         |
| 420       | Belfort                                                | D / B     |
| 585       | Bourogne                                               | C         |
| 889       | Lachapelle-sous-Rougemont — La Chapelle-sous-Rougemont | C / D     |
| 1287      | Delle                                                  | C         |
| 1656      | Giromagny                                              | C         |

Cette table illustre les différences entre les usages des cachets petits chiffres par les bureaux de poste (très courant pour Belfort et exceptionnel pour La Chapelle-sous-Rougemont).

## Les acteurs philatéliques du Haut-Rhin
l’Amicale Philatélique et Marcophile Colmarienne entretient un site internet très informatif à la fois sur l'histoire postale de Colmar et sur une très grande variété de sujets (voir le site APMC en ligne).